# Солоновка (нижний приток Алея)
Солоновка — река в России, протекает по Алейскому району Алтайского края. Устье реки находится в 220 км по левому берегу реки Алей. Длина реки составляет 12 км.

## Данные водного реестра
По данным государственного водного реестра России относится к Верхнеобскому бассейновому округу, водохозяйственный участок реки — Алей от Гилёвского гидроузла и до устья, речной подбассейн реки — бассейны притоков (Верхней) Оби до впадения Томи. Речной бассейн реки — (Верхняя) Обь до впадения Иртыша.